# Commelina erecta
Commelina erecta är en himmelsblomsväxtart som beskrevs av Carl von Linné. Commelina erecta ingår i släktet himmelsblommor, och familjen himmelsblomsväxter. IUCN kategoriserar arten globalt som livskraftig.

## Underarter
Arten delas in i följande underarter:
- C. e. dielsii
- C. e. hamipila
- C. e. roseopurpurea
- C. e. erecta
- C. e. maritima
- C. e. angustifolia
- C. e. deamiana

## Bildgalleri

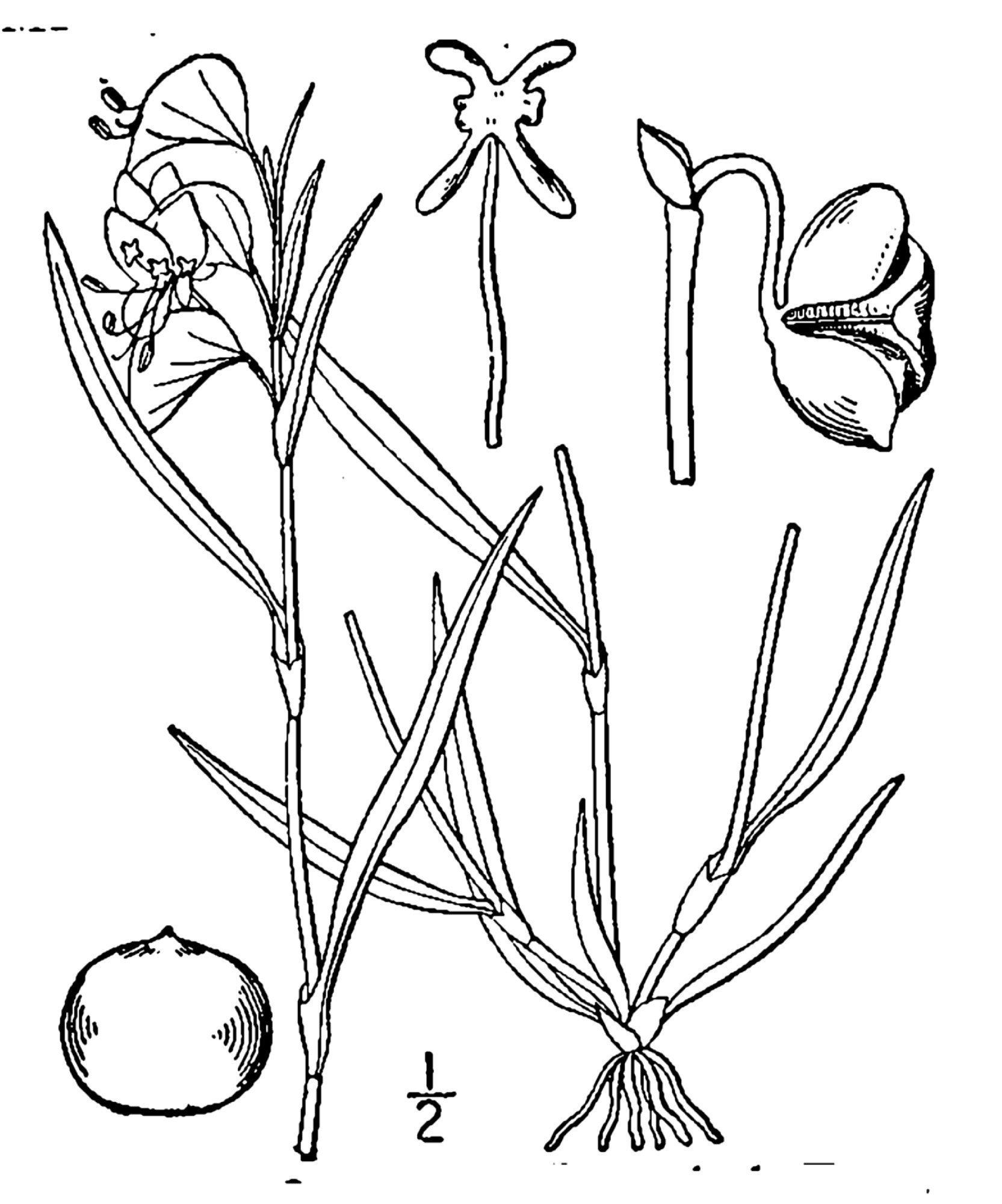
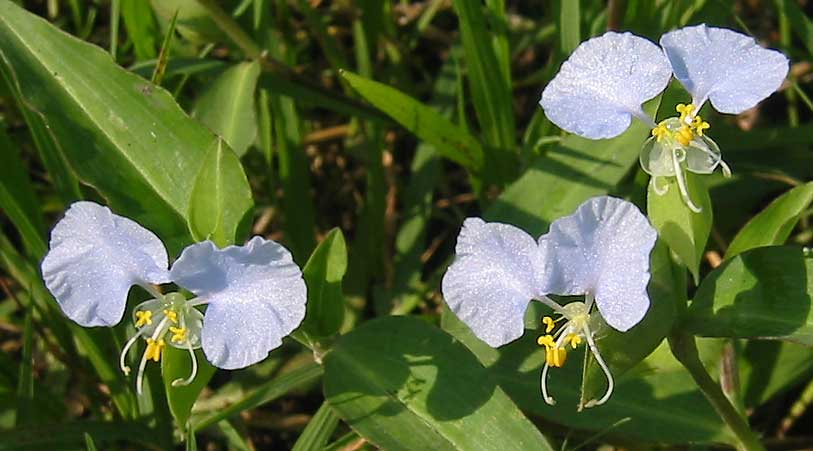
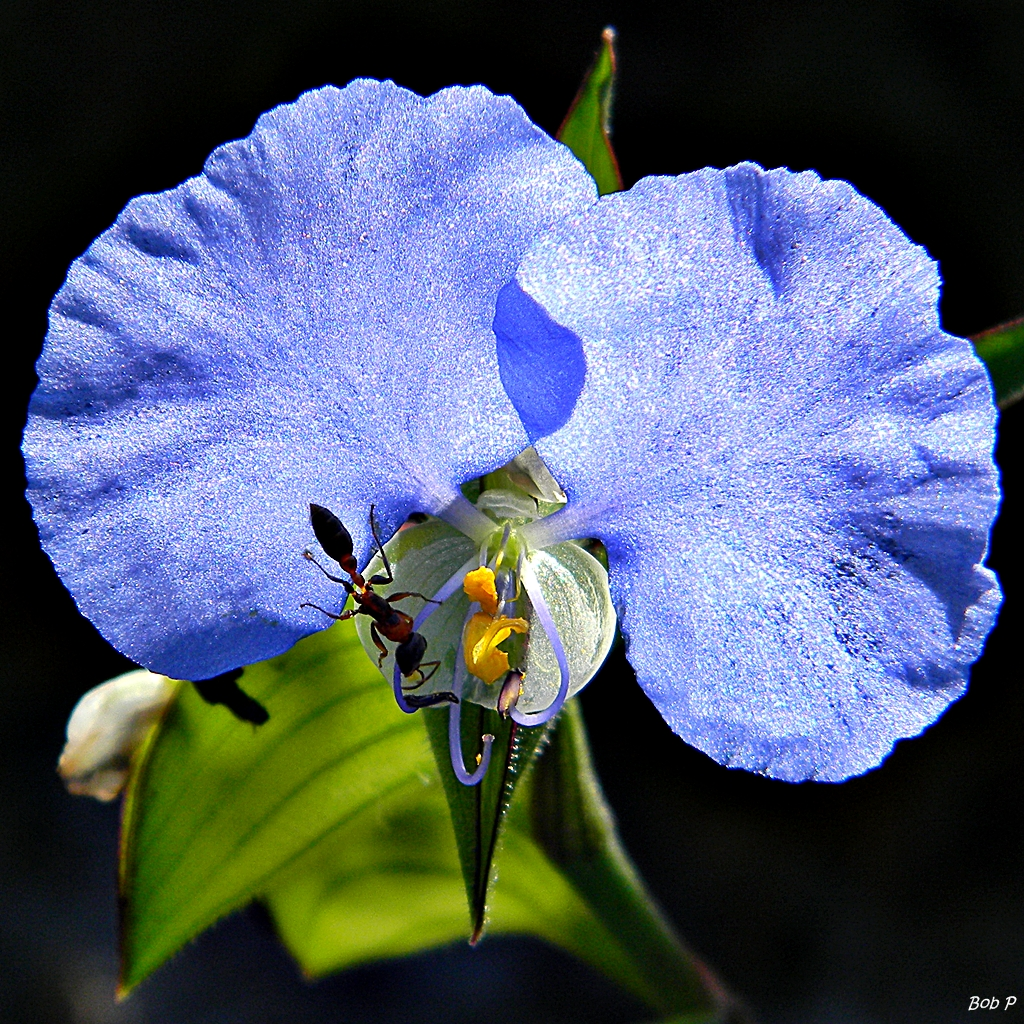